# 保罗·林克 (作曲家)

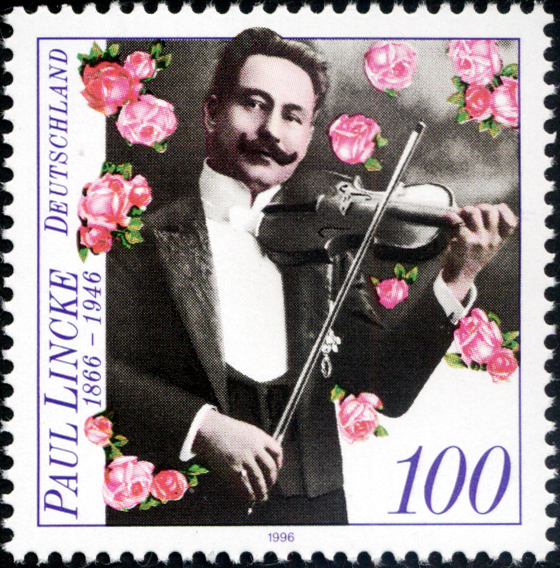
保罗·林克

卡尔·埃米尔·保罗·林克（德語：Carl Emil Paul Lincke，1866年11月7日—1946年9月4日），德国作曲家、剧作家。他被认为是柏林轻歌剧之父，其在柏林人心中的地位相当于小约翰·施特劳斯在维也纳人心中的地位，以及雅克·奥芬巴赫在巴黎人心中的地位。
保罗·林克最著名的作品为《柏林的空气》，这首乐曲来自他的轻歌剧Frau Luna中，目前被视为柏林市的非官方市歌。还有一首是《萤火虫》，来自他的轻歌剧Lysistrata。